# Amfithéa (ort i Grekland, Nomós Ártas)
Amfithéa är en ort i Grekland.   Den ligger i prefekturen Nomós Ártas och regionen Epirus, i den centrala delen av landet, 260 km nordväst om huvudstaden Aten. Amfithéa ligger 54 meter över havet och antalet invånare är 330.
Terrängen runt Amfithéa är kuperad åt nordost, men åt sydväst är den platt. Runt Amfithéa är det ganska tätbefolkat, med 67 invånare per kvadratkilometer. Närmaste större samhälle är Arta, 5,8 km nordväst om Amfithéa. Omgivningarna runt Amfithéa är en mosaik av jordbruksmark och naturlig växtlighet.